# Mandala

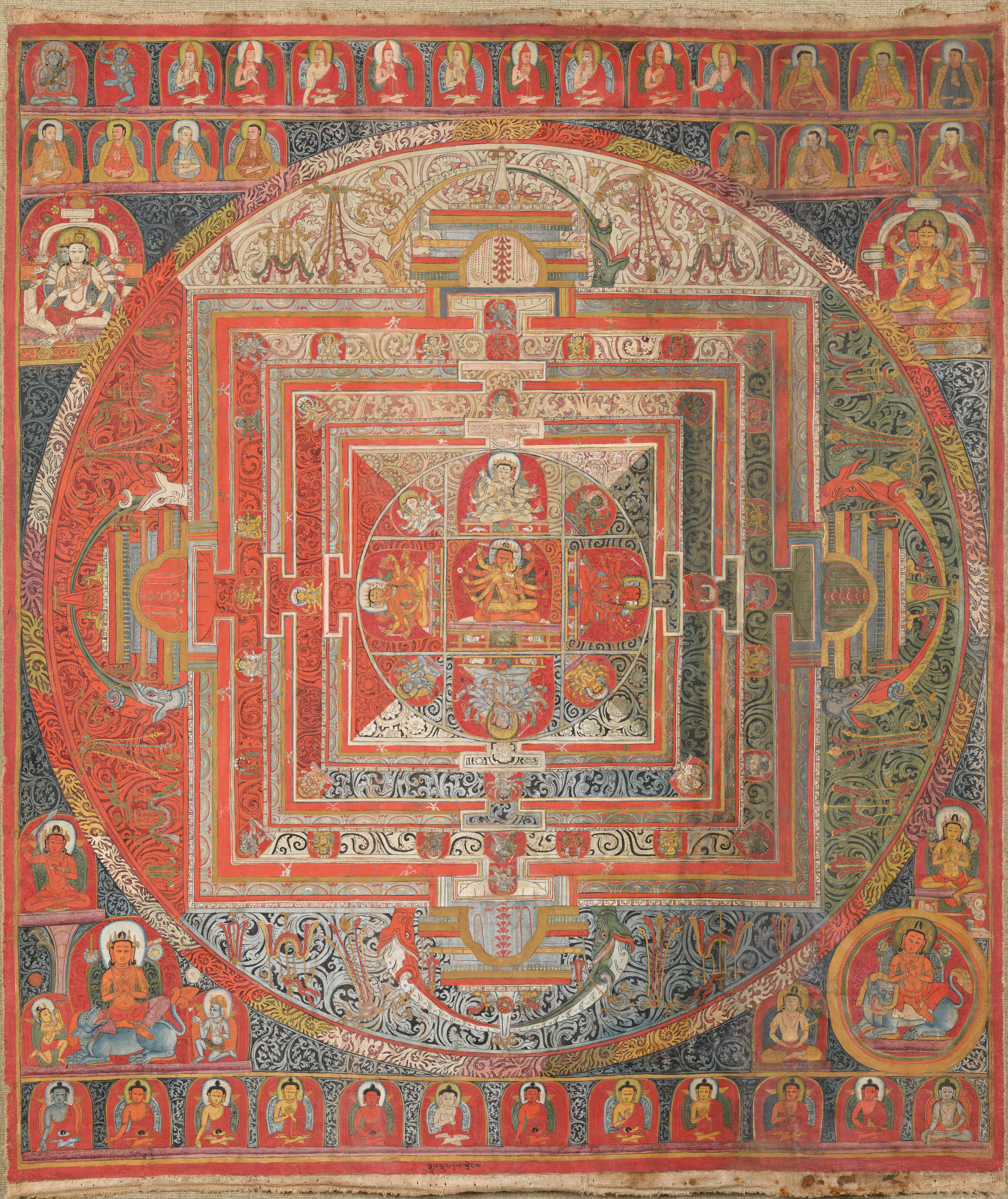
Dipinto Thangka del mandala di Manjuvajra.

Il mandala (in sanscrito मण्डल, maṇḍala) è un termine polisemico che in particolar modo intende indicare un oggetto, anche sacro, di "forma rotonda", o un "disco", in questo caso specialmente se riferito al Sole o alla Luna.

## Etimologia

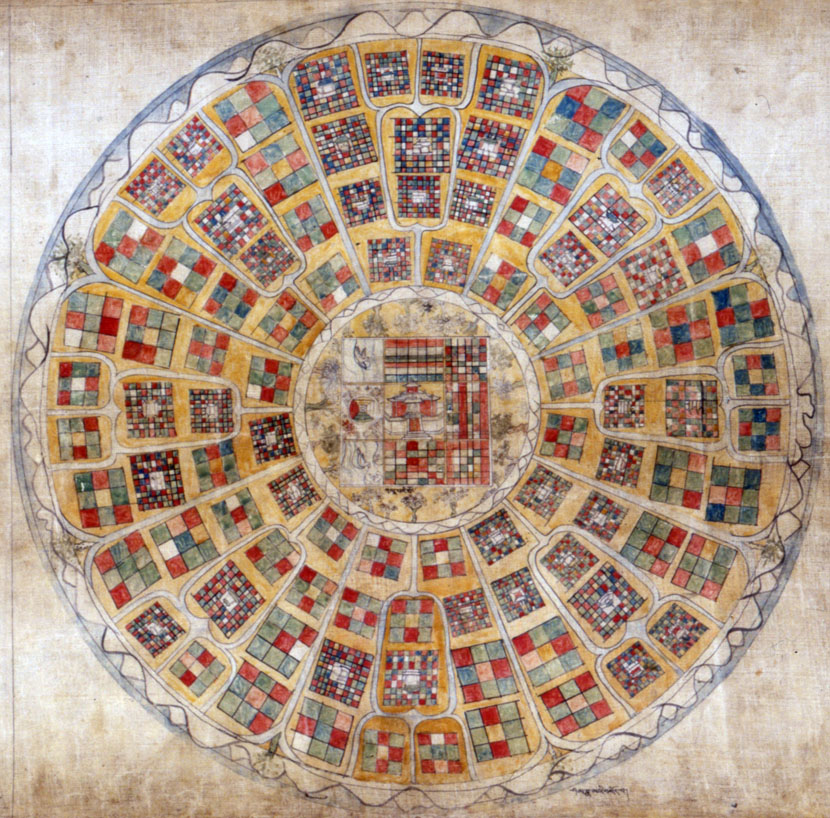
Dipinto tibetano del XVI secolo che disegna la mappa Śambhala come un maṇḍala, con l'accento sulla prima a. È conservato presso il Rubin Museum of Art, di New York.

L'origine di questo termine sanscrito è dibattuta.
Il termine maṇḍala può rimandare nella sua composizione al sostantivo maschile sanscrito maṇḍa dove indica quella parte della schiuma del riso bollito o la parte densa del latte nella preparazione del ghṛta; mentre il sostantivo maschile sanscrito la sta a indicare sia l'insieme del ghṛta o l'atto di "tagliare", di "separare" la schiuma dal riso, quindi intende richiamare quell'azione di ordinamento degli spazi sacri atti al sacrificio.
Ma vi sono anche altre possibili etimologie tra cui quella religiosa presente nel più tardo Tantrāloka (37,21, "Luce dei Tantra", trattato di Abhinavagupta, XI secolo) dove invece maṇḍa viene letto come il sostantivo maschile e neutro sāra cioè come "essenza"; mentre la viene letto dalla radice verbale lā, quindi come "prendere"; ossia, nell'insieme dei due termini, come ciò che "raccoglie l'essenza".
O ancora nel più tardo Kulārṇavatantra ("Tantra dell'oceano del Kūla", XII-XIII secolo) là dove viene spiegato che:
(Kulārṇavatantra, 17,59)

## Significato
Nella formula "Vāstu-Puruṣa-Maṇḍala" esso va a significare lo stesso sacrificio del Puruṣa, l'uomo primordiale da cui ha origine lo stesso Universo.
(Camuri, p.6968)
Così nello Arthaśāstra (opera attribuita a Kauṭilya, IV a.C.) il termine maṇḍala viene a indicare (cfr. VI libro) l'insieme degli stati stranieri da cui è circondato un regno o, meglio, un re.
Nei più tardi testi tantrici il termine maṇḍala (dal VI secolo) inizia a indicare uno spazio sacro spesso di forma circolare, ma anche triangolare o quadrangolare, in cui le divinità sono invitate a entrare per mezzo di precisi mantra.
Il termine maṇḍala si riscontra infine in varie culture religiose del subcontinente indiano, in particolar modo in quella buddhista, anche a indicare dei diagrammi geometrici elaborati con diversi materiali e utilizzati per scopi rituali o meditativi.
Va precisato che maṇḍala, anche in questa ultima accezione, non è mai un mero disegno per quanto rappresentativo o simbolico, ma è quel luogo creato dal meditante dove egli contempla le divinità che vi hanno posto sede dopo la sua invocazione.
Tale pratica religiosa si è diffusa, grazie al buddhismo, per tutta l'Asia.

## Maṇḍala,yantraecakra

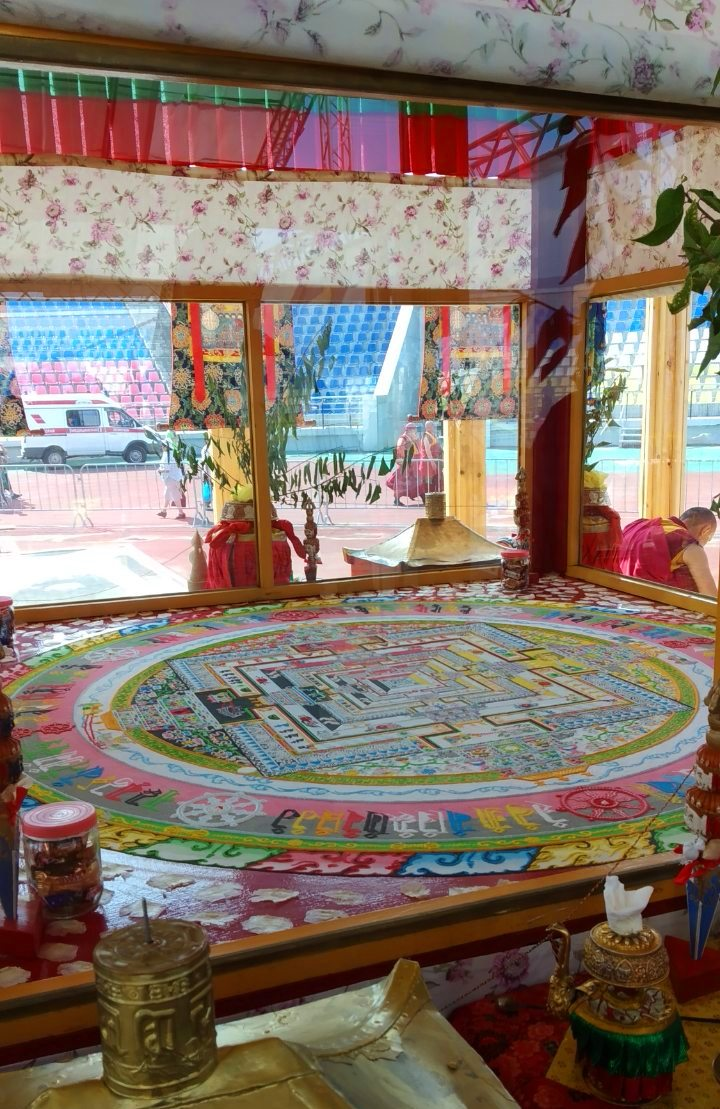
Mandala di Kalachakra in un padiglione di vetro speciale. I pellegrini buddisti scavalcano il padiglione in senso orario tre volte. Buriatiya, 16 luglio 2019

Nell'ambito del significato di "diagramma mistico", va rilevato che nell'importante testo Maṇḍalas and Yantras in the Hindu Traditions curato dall'indologa austriaca Gudrun Bühnemann, con i contributi di Hélène Brunner, Michael W. Meister, André Padoux, Marion Rastelli e Judit Törzsök, pubblicato nel 2003 nella Brill's Indological Library e citato come unica integrazione bibliografica alla voce Maṇḍala nella seconda edizione della Encyclopedia of Religion a firma di Peter Gaeffke, la studiosa austriaca dedica il capitolo Maṇḍala, yantra and cakra: some observations a una accurata disamina di tutta la letteratura per individuare i confini semantici di questi termini sanscriti.
Dapprima Bühnemann osserva che «i termini cakra e yantra sono utilizzati a volte come sinonimi di maṇḍala, e tutti e tre questi termini sono spesso tradotti in modo indiscriminato come "diagrammi (mistici)"». In effetti, nota l'indologa austriaca, tutti e tre i termini si sovrappongono nell'indicare dei disegni geometrici e sia gli studiosi occidentali che gli stessi testi sanscriti più tardi finiscono per usarli come sinonimi.
Dopo un'attenta disamina dei contraddittori tentativi di definizione classificatoria presentati in tutta la letteratura (tra gli altri vengono esaminate le proposte di Stella Kramrisch, Gösta Liebert, Giuseppe Tucci, Louis Renou, Jean Filliozat, Mircea Eliade, T. A. Gopinatha Rao, Ronald M. Bernier, Heinrich Zimmer, Peter Gaeffke, John Woodroffe, S. Shankanarayanan, Philipp H. Pott e Anne Vergati) Bühnemann conclude che: «Non è possibile riassumere tutti i tentativi di definire "maṇḍala", "yantra" e "cakra" nella letteratura. L'uso e le funzioni di questi termini sono complessi e sarà impossibile arrivare a una definizione universalmente valida. Dovrebbe essere necessario studiare approfonditamente l'uso dei termini nei testi dei diversi sistemi religiosi e nei diversi periodi storici per determinare come i termini siano stati impiegati dai differenti autori e come l'uso di questi termini è cambiato nel tempo».

## Ilmaṇḍalanell'induismo
In questo contesto religioso il maṇḍala non è altro che una rappresentazione geometrica complessa avente lo scopo di coinvolgere l'intero Universo nell'atto rituale. Se i maṇḍala furono descritti nei testi propri del Tantrismo, quindi a partire dal VI secolo d.C., l'interesse della cultura religiosa hindū per le rappresentazioni cosmologiche per mezzo di disegni geometrici è attestato già nell'antica Taittirīya Saṃhitā (V,4,11).
In particolare gli altari vedici seguono delle regole di costruzione secondo dei modelli che derivano da quello geometrico, e basilare, detto dello caturaśraśyenacit  (lett. "come un falco [composto] con quadrati").
La forma geometrica finale dell'altare dipende dal tipo di sacrificio, uno dei più conosciuti è quello riguardante lo agnicayana.

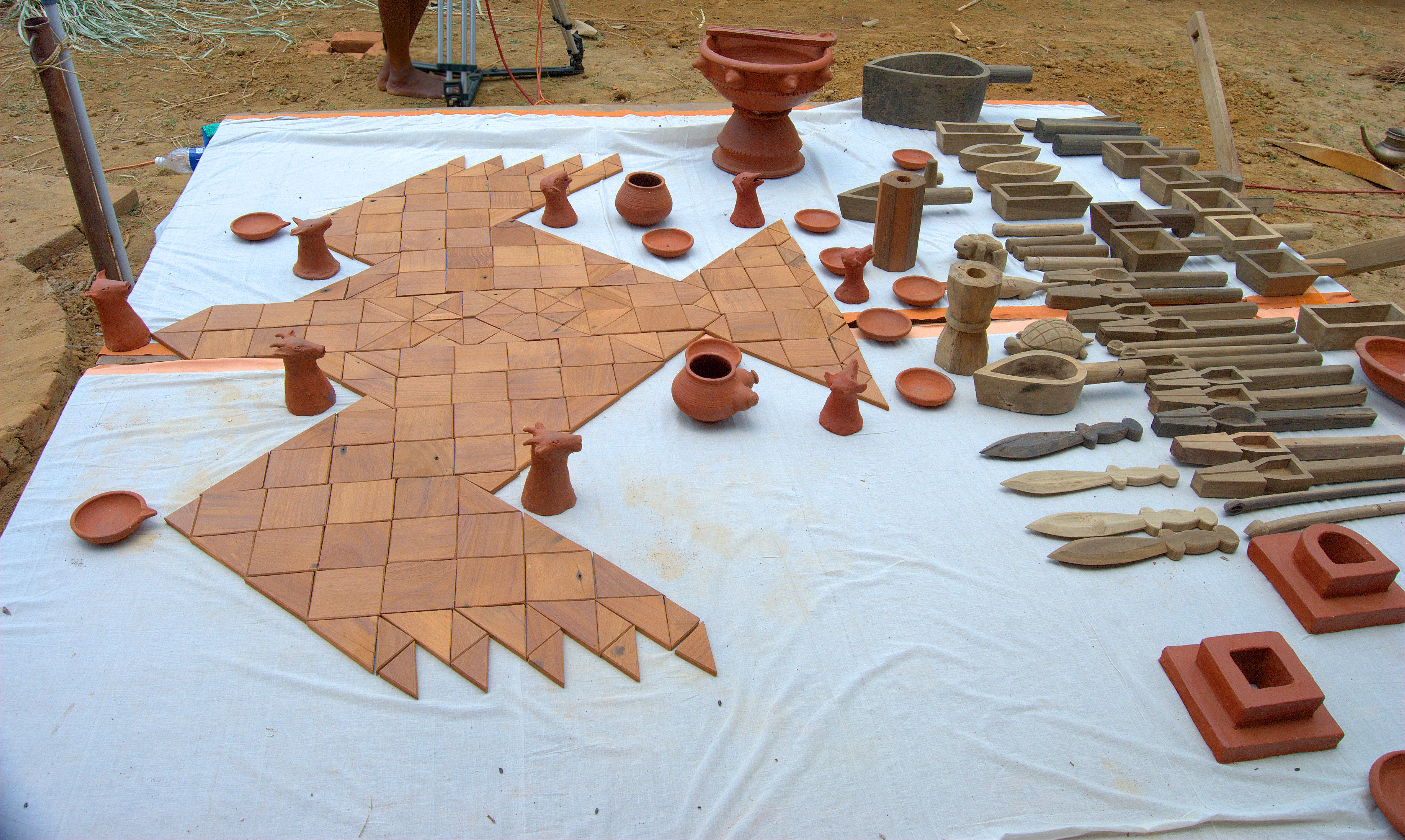
La rappresentazione dell'altare dello agnicayana, l'antico sacrificio vedico. Il disegno delimita spazi geometrici precisi in qualità di sedi per gli dèi (deva) convocati durante il rituale.

Allo stesso modo la funzione del maṇḍala occorre a disegnare la pianta del tempio hindū secondo quegli antichi manuali di architettura religiosa detti Vāstuśāstra. In questo caso l'architetto non disegnava un contorno su scala ridotta ma utilizzava dei vāstumaṇḍala ovvero dei quadrati che messi insieme in vario numero (per lo più 64 o 81) componevano la pianta del tempio. 

La riproduzione dell'insieme di 81 vāstumaṇḍala per il disegno di una pianta di un antico tempio hndū.

Il  vāstumaṇḍala è concepito come parte del corpo dell'"uomo/essere cosmico" (vastupuruṣa) origine dell'Universo in cui si collocano le divinità principali e secondarie e i guardiani del tempio, garantendo in questo modo la dimora degli dèi.

## Ilmaṇḍalanel buddhismo

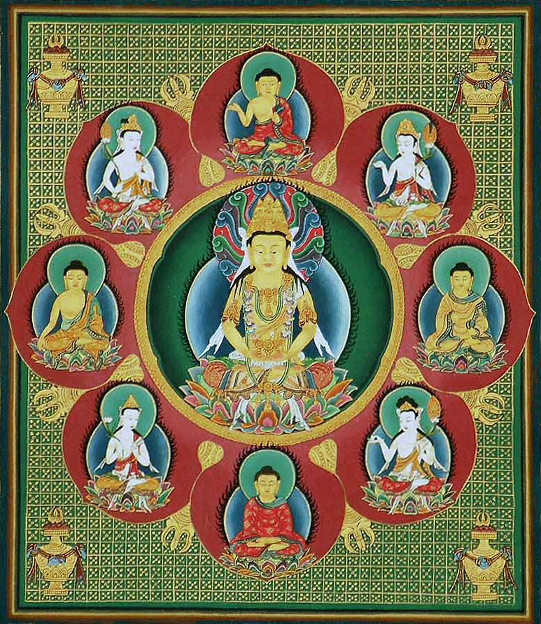
Un garbhadhātu-maṇḍala giapponese. Il garbhadhātu-maṇḍala (胎藏界曼荼羅) rappresenta l'insieme dei fenomeni mentali e delle forme dell'universo. Al centro del maṇḍala è posto Mahāvairocana Buddha (大日如來), che rappresenta la "Natura di Buddha" in ogni essere, ed è circondato da quattro buddha (colorati in oro) e quattro bodhisattva (colorati in bianco). Partendo dall'alto e in senso orario: Ratnaketu (宝幢), Samantabhadra (普賢菩薩) Saṃkusumitarāja (開敷華王), Mañjuśrī (文殊菩薩), Amitābha (阿彌陀), Avalokiteśvara (觀自在菩薩), Divyadundubhimeganirghoṣa (天鼓雷音), e Maitreya (彌勒菩薩).

Nella letteratura buddhista afferente ai canoni buddhisti cinese e tibetano il termine sanscrito maṇḍala viene così reso:
- in lingua cinese: 曼荼羅, màntúluó;
- in lingua giapponese: 曼荼羅, mandara;
- in lingua coreana: 만다라, mandara;
- in lingua vietnamita: Mạn-đà-la;
- in lingua tibetana: དཀྱིལ་འཁོར་ dkyil ’khor.

In questo contesto il significato originario del termine maṇḍala, ovvero "cerchio", si è allargato a indicare il "centro" e la sua "periferia". Così lo stesso importante termine tibetano dove དཀྱིལ་འཁོར indica rispettivamente དཀྱིལ་ (dkyil) il "centro", mentre ་འཁོར (’khor) ciò che lo circonda.
Il maṇḍala, sempre nel contesto del buddhismo tibetano viene così a indicare la rappresentazione dello stesso Universo e la sua elaborazione è una pratica rituale appartenente alle sngon ’gro (སྔོན་འགྲོ་, ngöndro), dove viene disegnato a terra allo scopo rituale di consacrazione o iniziazione o protezione.
Esso può rappresentare anche la residenza di una divinità inserita al centro della rappresentazione e da lì circondata da altre divinità sussidiarie.

## Altre culture
Ai mandala sono state assimilate le forme dei rosoni, ricorrenti nelle architetture religiose delle chiese cristiane, il cui significato metaforico intendeva alludere alla luce dello spirito.

## Ilmaṇḍalanei media
- Nel videogioco ufficiale di Ghostbusters, i protagonisti si trovano nel corso della storia di fronte a un maṇḍala, stavolta inteso come "labirinto spirituale" con vari nodi che servono a raccogliere energia verso un punto centrale.